# Mäeotsa
Mäeotsa – wieś w Estonii, w prowincji Tartu, w gminie Konguta.